# Tiora devanica
Tiora devanica là một loài bướm ngày thuộc họ lycaenidae được tìm thấy ở châu Á.